# Slaget ved Gaugamela
Slaget ved Guagamela fandt sted år 331 f.Kr. mellem Alexander den Store af Makedonien i oldtiden og Dareios 3. af Achæmenide-dynastiet i det antikke Persien.
På trods af at makedonerne var i mindretal, lykkedes det dem alligevel at sejre over den persiske hær pga. deres bedre strategi.
Da Alexander den Store vendte hjem fra Egypten, besluttede han sig for at angribe Persien. En af Alexanders dygtige officerer havde skabt en hær på 40.000 fodfolk og 7.000 ryttere. Dareius havde valgt Gaugamela som kampplads. Han havde en enorm hær med ca. tre gange så mange soldater som makedonerne og havde langt flere ryttere; det burde betyde en kæmpe fordel. Alexander vandt alligevel på grund af sine store evner som feltherre.
Sejren resulterede i, at Alexander nu regerede over næsten hele Achæmenide-dynastiets land. Desværre flygtede Dareius under slaget. Det betød, at perserne stadig havde deres konge. Derfor var Alexander nødt til at rykke mod øst for at fange Dareius.

## Slaget
Da Dareius havde en langt større hær en Alexander, rådede mange af Alexanders generaler som Parmenion ham til, at de angreb Dareius' hær om natten, mens de lå og sov. Men Alexander mente, at de regnede med sådan et angreb, og lod være, fordi det var for risikabelt.
Da morgenen kom, var Dareius' hær træt. Alexanders hær var veludhvilet og klar til at kæmpe.